# 山木兼隆
山木 兼隆（やまき かねたか）は、平安時代後期の武将。平兼隆（たいら の かねたか）または大掾兼隆（だいじょう かねたか）ともいう。桓武平氏大掾氏の庶流和泉守・平信兼の子。

## 略歴
検非違使少尉（判官）として別当平時忠の下で活躍し、白山事件にて天台座主であった明雲が処分されることになった際にはその警備にあたっている。
ところが、父である信兼の訴えにより罪を得て（理由は不明）治承3年（1179年）1月に右衛門尉を解任され、伊豆国山木郷に流される。治承三年の政変の後、懇意であった伊豆知行国主・平時忠により伊豆目代に任ぜられた。そのために兼隆は伊豆で勢力を持つようになっていた。
『曽我物語』などによると、伊豆の豪族・北条時政が大番役で京へ上っていた間に娘の政子が源頼朝と恋仲になり、帰国の道中に兼隆との縁談を進めていた時政は平家の怒りを恐れ、政子を兼隆のもとへ送ろうとするが、勝気な政子は逃げ出して頼朝のもとへ行ってしまう。兼隆は激怒するが、頼朝と政子は伊豆山権現に庇護され手が出せなかったという。『吾妻鏡』でも、後に政子が頼朝に向かって「闇夜をさまよい、雨をしのいで貴方のところを参りました」と述べており、頼朝も兼隆に対して「私の意趣がある」と述べている。
ただし、兼隆の伊豆配流は治承3年（1179年）の事であり、頼朝の長女・大姫の生年などから見て、兼隆と政子との婚姻話は物語上の創作と思われる。更に、治承3年当時の伊豆国の知行国主は源頼政で、以仁王の乱によって頼政と伊豆守であった息子の源仲綱が討たれた後の治承4年（1180年）6月29日に平時忠が伊豆の知行国主、時忠の猶子の平時兼（平信国の子）が伊豆守に任命されたことが指摘されており、兼隆の目代任命から頼朝に討たれるまで2か月弱しかなかったとする指摘も出されている。

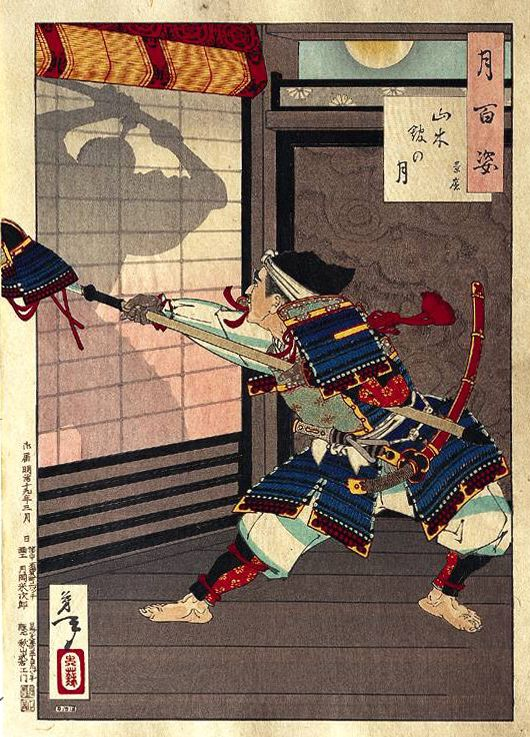
月岡芳年作 加藤景廉に騙されて斬られる山木兼隆

治承4年（1180年）8月、頼朝は以仁王の令旨を受け挙兵、兼隆の館を急襲する。三島大社の祭礼のために郎党の多くが留守だったため兼隆は満足に戦うことができず、加藤景廉によって討たれた（山木館襲撃）。
異説では、兼隆は基饒という法名をもち、その子孫は武蔵国秩父郡に逃れて、八巻氏と称して甲斐国の武田氏、常陸国の佐竹氏、越後国の上杉氏、陸奥国の伊達氏に仕えたという。